# Josiah Dyer
Josiah Jude Emmanuel Dyer (Hammersmith e Fulham, 24 settembre 2004) è un calciatore montserratiano con cittadinanza britannica, attaccante svincolato della nazionale montserratiana.

## Biografia
È figlio dell'ex calciatore Bruce Dyer.

## Carriera

### Club
Dyer è cresciuto nel settore giovanile del Barnsley, con cui ha debuttato l'11 ottobre 2022 nell'incontro di EFL Trophy vinto 4-2 contro il Doncaster. Nel gennaio del 2023 è stato ceduto in prestito allo Utd of Manchester ed il 10 luglio dello stesso anno ha firmato il suo primo contratto professionistico. Nell'ottobre seguente, sempre in prestito, è passato al Basford Utd, salvo venire richiamato dopo solo un mese.
Nel 2023 si è trasferito al Barnsley, club della terza divisione inglese, con il quale nella stagione 2024-2025 ha giocato la sua prima partita in questa categoria.

### Nazionale
Ha debuttato con la nazionale montserratiana il 20 novembre 2023 nell'incontro di CONCACAF Nations League vinto 4-2 contro Barbados, dove ha anche segnato una delle reti.

## Statistiche

### Presenze e reti nei club
Statistiche aggiornate al 6 giugno 2024.
| Stagione        | Squadra         | Campionato      | Campionato | Campionato | Coppe nazionali | Coppe nazionali | Coppe nazionali | Coppe continentali | Coppe continentali | Coppe continentali | Altre coppe | Altre coppe | Altre coppe | Totale | Totale | Totale |
| Stagione        | Squadra         | Comp            | Pres       | Reti       | Comp            | Pres            | Reti            | Comp               | Pres               | Reti               | Comp        | Pres        | Reti        | Pres   | Reti   |        |
| --------------- | --------------- | --------------- | ---------- | ---------- | --------------- | --------------- | --------------- | ------------------ | ------------------ | ------------------ | ----------- | ----------- | ----------- | ------ | ------ | ------ |
| 2022-2023       | Barnsley        | FL1             | 0          | 0          | FACup+CdL       | 0               | 0               |                    | -                  | -                  | FLT         | 1           | 0           | 1      | 0      |        |
| 2023-2024       | Barnsley        | FL1             | 0          | 0          | FACup+CdL       | 0               | 0               |                    | -                  | -                  | FLT         | 0           | 0           | 0      | 0      |        |
| Totale carriera | Totale carriera | Totale carriera | 0          | 0          |                 | 0               | 0               |                    | -                  | -                  |             | 1           | 0           | 1      | 0      |        |

### Cronologia presenze e reti in nazionale
| Cronologia completa delle presenze e delle reti in nazionale ― Montserrat | Cronologia completa delle presenze e delle reti in nazionale ― Montserrat | Cronologia completa delle presenze e delle reti in nazionale ― Montserrat | Cronologia completa delle presenze e delle reti in nazionale ― Montserrat | Cronologia completa delle presenze e delle reti in nazionale ― Montserrat | Cronologia completa delle presenze e delle reti in nazionale ― Montserrat | Cronologia completa delle presenze e delle reti in nazionale ― Montserrat | Cronologia completa delle presenze e delle reti in nazionale ― Montserrat |
| Data                                                                      | Città                                                                     | In casa                                                                   | Risultato                                                                 | Ospiti                                                                    | Competizione                                                              | Reti                                                                      | Note                                                                      |
| ------------------------------------------------------------------------- | ------------------------------------------------------------------------- | ------------------------------------------------------------------------- | ------------------------------------------------------------------------- | ------------------------------------------------------------------------- | ------------------------------------------------------------------------- | ------------------------------------------------------------------------- | ------------------------------------------------------------------------- |
| 20-11-2023                                                                | Lookout                                                                   | Montserrat                                                                | 4 – 2                                                                     | Barbados                                                                  | CONCACAF Nations League 2023-2024                                         | 1                                                                         | 46’ 80’                                                                   |
| 6-6-2024                                                                  | Managua                                                                   | Nicaragua                                                                 | 4 – 1                                                                     | Montserrat                                                                | Qual. Mondiali 2026                                                       | -                                                                         | 90+4’                                                                     |
| Totale                                                                    |                                                                           | Presenze                                                                  | 2                                                                         |                                                                           | Reti                                                                      | 1                                                                         |                                                                           |